# Alexander Perls
Alexander Perls Rousmaniere (ur. 11 maja 1976) – amerykański muzyk, przedsiębiorca i producent muzyczny. Jego utwory to mieszanka muzyki elektronicznej, trance i tekstów o tematyce religijnej w całości napisane, wykonane i wyprodukowane przez Perlsa; godne uwagi projekty obejmują 009 Sound System i Aalborg Soundtracks.

## Wczesne życie i edukacja
Choć urodził się w Gas, Kansas, dorastał w Bostonie w stanie Massachusetts, i uczył się w Concord Academy. Podczas studiów na University College London w 1997 Perls współpracował z post-rockowym kolektywem Piano Magic.
Po ukończeniu przez Perlsa Oberlin College w 1998 rozpoczął pracę dla Barbara Gladstone Gallery, wiodącego sprzedawcy sztuki współczesnej w Nowym Jorku. W następnym roku był współzałożycielem NATOarts, które (zgodnie ze swoim statutem) starało się promować globalne bezpieczeństwo i stabilność poprzez wystawę prac konceptualnych. Wsparcie rządowe dla organizacji zostało zakończone na początku administracji George’a W. Busha, co ostatecznie doprowadziło go do decyzji o skupieniu się na karierze pisarza piosenek.

## Kariera muzyczna
W latach 2000–2008 Perls komponował głównie muzykę dla europejskich artystów muzyki tanecznej, w tym Davida Guetty, Paula van Dyk, Iana Careya, ATB i Roberta M. Dostarczał także wokale dla Cosmic Gate na albumie Earth Mover najpierw w Nowym Jorku, a po 2006 roku w Los Angeles. W latach 2000–2003 był jednym z członków duetu muzyki elektronicznej CIRC, który wydał jeden album Love Electric oraz kilka singli i remiksów.
W latach 2002–2004 katalog wydawniczy Perlsa reprezentowany był przez Bug Music. Od 2004 jego katalog był reprezentowany poza Stanami Zjednoczonymi przez Independent Music Group, a od 2011 roku na arenie międzynarodowej przez Kobalt Music Group.
W 2011 roku Track One Recordings otworzył konkurs na remiks dla produkcji Perlsa Dreamscape i Born to Be Wasted.
Piosenka Perlsa, Wings, została zamówiona jako piosenka przewodnia dla Wings Flying Hoodie, bluzy z wbudowaną nadmuchiwaną poduszką podróżną i maską na oczy.

### YouTube
W wyniku wprowadzenia przez YouTube systemu o nazwie AudioSwap 22 lutego 2007, Który zastępuje ścieżkę dźwiękową chronioną prawami autorskimi inną piosenką na licencji Creative Commons, szereg utworów z 009 Sound System, w szczególności Dreamscape, With a Spirit, Space and Time, Born to Be Wasted, Holy Ghost i Trinity stały się częste w wielu filmach YouTube. Komentatorzy czasami żartobliwie określali te piosenki jako nieoficjalny hymn narodowy YouTube, szczególnie Dreamscape, Trinity i With a Spirit z uwagi na największą popularność. Ponieważ wykonawcy zostali posortowani alfabetycznie, utwory 009 Sound System zostały umieszczone na górze listy AudioSwap, co spowodowało ich wybór przez większość użytkowników.

## Życie prywatne
Perls jest żonaty z projektantką biżuterii z Los Angeles, Sonią Boyajian.
Perls jest dyrektorem generalnym firmy Ezvid z Los Angeles. Jej sztandarowy produkt o tej samej nazwie, darmowy program do tworzenia wideo dla systemu Windows, zawiera kilka piosenek Perlsa pod nazwami wykonawców 009 Sound System i Aalborg Soundtracks jako bezpłatne ścieżki dźwiękowe do projektów użytkowników.

## Dyskografia
Albumy
- 009 Sound System (2006)
- Annex Trax, Vol. 1 (2007)
- The Hits (2010)

Minialbumy
- Holy Ghost (2007)

Single
- „Space and Time” (2006)
- „Dreamscape” (2006)
- „Trinity” (2007)
- „Born To Be Wasted” (2007)
- „With A Spirit” (2007)
- „When You're Young” (2007)
- „Holy Ghost” (2007)
- „Powerstation” (2007)
- „The Dark Empire” (2007)
- „High All Day” (2007)
- „Shine Down” (2007)
- „Music and You” (2007)
- „Speak to Angels” (2008)
- „The Hero Waits” (2008)
- „Sweet Mary” (2008)
- „Maximalist” (2008)
- „Beat of the Moment” (2008)
- „Within a Single” (2009)
- „Dream We Knew” (2009)
- „Wings” (2011)

## Filmy
- Sky Fighters (2005) Le chevaliers du ciel (tytuł oryginalny)
- Return2Sender (2005) – kompozytor
- Sala samobójców (2011) – pisarz ścieżki dźwiękowej